# Troy Nehls
Troy Edwin Nehls (nacido el 7 de abril de 1968)  es un político estadounidense y exoficial de policía que es el representante de los EE. UU. por el 22.º distrito congresional de Texas. De 2013 a 2021, se desempeñó como sheriff del condado de Fort Bend, Texas. Nehls es miembro del Partido Republicano.

## Primeros años y educación
Nehls nació en Beaver Dam, Wisconsin. Su padre, Edwin Nehls, sirvió en la guerra de Corea y fue sheriff del condado de Dodge, Wisconsin. Nehls se enlistó en la Reserva del Ejército de los Estados Unidos en 1988. Sirvió en misiones en Bosnia, Irak y Afganistán, y recibió dos Estrellas de Bronce. Obtuvo su licenciatura en la Universidad Liberty y una maestría en justicia criminal de la Universidad de Houston-Downtown.